# Lättvikt i fristil i brottning vid olympiska sommarspelen 1972
Herrarnas brottningsturnering i fristil i viktklassen lättvikt vid olympiska sommarspelen 1972 avgjordes i Fairgrounds, Judo and Wrestling Hall i München. 

## Medaljörer
| Klass    | Guld            | Silver             | Brons                              |
| Lättvikt | Dan Gable · USA | Kikuo Wada · Japan | Ruslan Asjuralijev · Sovjetunionen |

## Resultat
Legend
- TF — Vinst genom fall
- IN — Vinst genom att motståndaren skadas
- DQ — Vinst genom passivitet
- D1 — Vinst genom passivitet, vinnaren är också passiv
- D2 — Båda brottarna förlorade på grund av passivitet
- FF — Vinst genom förverkande
- DNA — Anlände inte
- TPP — Totala straffpoäng
- MPP — Matchstraffpoäng

Straff
- 0 — Vinst genom fall, teknisk överlägsenhet, passivitet, skada och förverkande
- 0.5 — Vinst på poäng, 8-11 poängs skillnad
- 1 — Vinst på poäng, 1-7 poängs skillnad
- 2 — Vinst på passivitet,  vinnaren är också passiv
- 3 — Förlust på poäng, 1-7 poängs skillnad
- 3.5 — Förlust på poäng, 8-11 poängs skillnad
- 4 — Förlust genom fall, teknisk överlägsenhet, passivitet, skada och förverkande

### Elimineringsrunda

#### Omgång 1
| TPP | MPP |                          | Poäng |                               | MPP | TPP |
| --- | --- | ------------------------ | ----- | ----------------------------- | --- | --- |
| 1   | 1   | Ali Şahin (TUR)          |       | Eliezer Halfin (ISR)          | 3   | 3   |
| 3   | 3   | Jagrup Singh (IND)       |       | Tsedendambyn Natsagdorj (MGL) | 1   | 1   |
| 3   | 3   | Ismail Yuseinov (BUL)    |       | Ruslan Asjuralijev (URS)      | 1   | 1   |
| 3.5 | 3.5 | Segundo Olmedo (PAN)     |       | Abdollah Movahed (IRI)        | 0.5 | 0.5 |
| 1   | 1   | Eduardo Quintero (CUB)   |       | Gabriel Ruz (MEX)             | 3   | 3   |
| 3   | 3   | Josef Engel (TCH)        |       | Petre Poalelungi (ROU)        | 1   | 1   |
| 0   | 0   | Udo Schröder (GDR)       | 1:08  | Arona Mané (SEN)              | 4   | 4   |
| 0   | 0   | Stefanos Ioannidis (GRE) | 2:47  | Georges Carbasse (FRA)        | 4   | 4   |
| 4   | 4   | Safer Sali (YUG)         | 7:35  | Dan Gable (USA)               | 0   | 0   |
| 4   | 4   | Ronald Ouellet (CAN)     | 8:58  | Klaus Rost (FRG)              | 0   | 0   |
| 3.5 | 3.5 | André Chardonnens (SUI)  |       | Włodzimierz Cieślak (POL)     | 0.5 | 0.5 |
| 4   | 4   | Joseph Gilligan (GBR)    | 7:36  | Kikuo Wada (JPN)              | 0   | 0   |
| 0   |     | József Rusznyák (HUN)    |       | Bye                           |     |     |

#### Omgång 2
| TPP | MPP |                               | Poäng |                          | MPP | TPP |
| --- | --- | ----------------------------- | ----- | ------------------------ | --- | --- |
| 3   | 3   | József Rusznyák (HUN)         |       | Ali Şahin (TUR)          | 1   | 2   |
| 4   | 1   | Eliezer Halfin (ISR)          |       | Jagrup Singh (IND)       | 3   | 6   |
| 4   | 3   | Tsedendambyn Natsagdorj (MGL) |       | Ismail Yuseinov (BUL)    | 1   | 4   |
| 1.5 | 0.5 | Ruslan Asjuralijev (URS)      |       | Segundo Olmedo (PAN)     | 3.5 | 7   |
| 5   | 4   | Eduardo Quintero (CUB)        | 5:45  | Josef Engel (TCH)        | 0   | 3   |
| 7   | 4   | Gabriel Ruz (MEX)             | 5:31  | Petre Poalelungi (ROU)   | 0   | 1   |
| 3   | 3   | Udo Schröder (GDR)            |       | Stefanos Ioannidis (GRE) | 1   | 1   |
| 8   | 4   | Arona Mané (SEN)              | 1:50  | Georges Carbasse (FRA)   | 0   | 4   |
| 7   | 3   | Safer Sali (YUG)              |       | Ronald Ouellet (CAN)     | 1   | 5   |
| 0.5 | 0.5 | Dan Gable (USA)               |       | Klaus Rost (FRG)         | 3.5 | 3.5 |
| 6.5 | 3   | André Chardonnens (SUI)       |       | Joseph Gilligan (GBR)    | 1   | 5   |
| 3.5 | 3   | Włodzimierz Cieślak (POL)     |       | Kikuo Wada (JPN)         | 1   | 1   |
| 0.5 |     | Abdollah Movahed (IRI)        |       | DNA                      |     |     |

#### Omgång 3
| TPP | MPP |                           | Poäng |                               | MPP | TPP |
| --- | --- | ------------------------- | ----- | ----------------------------- | --- | --- |
| 3   | 0   | József Rusznyák (HUN)     | 4:50  | Eliezer Halfin (ISR)          | 4   | 8   |
| 5   | 3   | Ali Şahin (TUR)           |       | Tsedendambyn Natsagdorj (MGL) | 1   | 5   |
| 4   | 0   | Ismail Yuseinov (BUL)     | 3:27  | Eduardo Quintero (CUB)        | 4   | 9   |
| 1.5 | 0   | Ruslan Asjuralijev (URS)  | 7:37  | Josef Engel (TCH)             | 4   | 7   |
| 3   | 2   | Petre Poalelungi (ROU)    |       | Udo Schröder (GDR)            | 2   | 5   |
| 5   | 4   | Stefanos Ioannidis (GRE)  | 4:03  | Dan Gable (USA)               | 0   | 0.5 |
| 4   | 0   | Georges Carbasse (FRA)    | 4:53  | Ronald Ouellet (CAN)          | 4   | 9   |
| 7   | 3.5 | Klaus Rost (FRG)          |       | Kikuo Wada (JPN)              | 0.5 | 1.5 |
| 3.5 | 0   | Włodzimierz Cieślak (POL) | 7:29  | Joseph Gilligan (GBR)         | 4   | 9   |

#### Omgång 4
| TPP | MPP |                          | Poäng |                               | MPP | TPP |
| --- | --- | ------------------------ | ----- | ----------------------------- | --- | --- |
| 7   | 4   | József Rusznyák (HUN)    | 4:42  | Tsedendambyn Natsagdorj (MGL) | 0   | 5   |
| 5   | 0   | Ali Şahin (TUR)          | 8:26  | Ismail Yuseinov (BUL)         | 4   | 8   |
| 1.5 | 0   | Ruslan Asjuralijev (URS) | 2:23  | Petre Poalelungi (ROU)        | 4   | 7   |
| 5   | 0   | Udo Schröder (GDR)       | 2:17  | Georges Carbasse (FRA)        | 4   | 8   |
| 8   | 3   | Stefanos Ioannidis (GRE) |       | Włodzimierz Cieślak (POL)     | 1   | 4.5 |
| 1.5 | 1   | Dan Gable (USA)          |       | Kikuo Wada (JPN)              | 3   | 4.5 |

#### Omgång 5
| TPP | MPP |                               | Poäng |                           | MPP | TPP |
| --- | --- | ----------------------------- | ----- | ------------------------- | --- | --- |
| 6   | 1   | Ali Şahin (TUR)               |       | Ruslan Asjuralijev (URS)  | 3   | 4.5 |
| 6   | 1   | Tsedendambyn Natsagdorj (MGL) |       | Udo Schröder (GDR)        | 3   | 8   |
| 1.5 | 0   | Dan Gable (USA)               | 4:13  | Włodzimierz Cieślak (POL) | 4   | 8.5 |
| 4.5 |     | Kikuo Wada (JPN)              |       | Bye                       |     |     |

#### Sista omgångarna
| TPP | MPP |                  | Poäng |                          | MPP | TPP |
| --- | --- | ---------------- | ----- | ------------------------ | --- | --- |
|     | 1   | Dan Gable (USA)  |       | Kikuo Wada (JPN)         | 3   |     |
| 4   | 1   | Kikuo Wada (JPN) |       | Ruslan Asjuralijev (URS) | 3   |     |
| 2   | 1   | Dan Gable (USA)  |       | Ruslan Asjuralijev (URS) | 3   | 6   |